# Thelephora cuticularis
Thelephora cuticularis är en svampart som beskrevs av Berk. 1847. Thelephora cuticularis ingår i släktet vårtöron och familjen Thelephoraceae.   Inga underarter finns listade i Catalogue of Life.